# Bassett (Arkansas)
Bassett é uma cidade  localizada no estado americano de Arkansas, no Condado de Mississippi.

## Demografia
Segundo o censo americano de 2000, a sua população era de 168 habitantes. 
Em 2006, foi estimada uma população de 156, um decréscimo de 12 (-7.1%).

## Geografia
De acordo com o United States Census Bureau, a localidade tem uma área de 0,6 km², sem área coberta por água.

## Localidades na vizinhança
O diagrama seguinte representa as localidades num raio de 16 km ao redor de Bassett. 